# Кучмій Микола Сергійович
Микола Сергійович Кучмій (нар. 28 лютого 1992, Суми, Україна) — український борець греко-римського стилю, бронзовий призер чемпіонату Європи та Європейських ігор.

## Участь у змаганнях

### Виступи на чемпіонатах світу
| Змагання                        | Збірна  | Вагова категорія                  | Місце |
| ------------------------------- | ------- | --------------------------------- | ----- |
| Чемпіонат світу з боротьби 2017 | Україна | греко-римська боротьба, до 130 кг | 5     |
| Чемпіонат світу з боротьби 2019 | Україна | греко-римська боротьба, до 130 кг | 19    |

### Виступи на чемпіонатах Європи
| Змагання                         | Збірна  | Вагова категорія                  | Місце  |
| -------------------------------- | ------- | --------------------------------- | ------ |
| Чемпіонат Європи з боротьби 2020 | Україна | греко-римська боротьба, до 130 кг | Бронза |

### Виступи на Європейських іграх
| Змагання              | Збірна  | Вагова категорія                  | Місце  |
| --------------------- | ------- | --------------------------------- | ------ |
| Європейські ігри 2015 | Україна | греко-римська боротьба, до 130 кг | 9      |
| Європейські ігри 2019 | Україна | греко-римська боротьба, до 130 кг | Бронза |

### Виступи на інших змаганнях
| Змагання                                           | Збірна  | Вагова категорія                  | Місце  |
| -------------------------------------------------- | ------- | --------------------------------- | ------ |
| Кубок Арво Хаавісто 2012                           | Україна | греко-римська боротьба, до 120 кг | Срібло |
| Кубок Азовмаша 2013                                | Україна | греко-римська боротьба, до 120 кг | Бронза |
| Меморіал Іона Корнеану 2013                        | Україна | греко-римська боротьба, до 120 кг | Бронза |
| Всесвітні ігри військовослужбовців 2013            | Україна | греко-римська боротьба, до 120 кг | 6      |
| Всесвітні ігри військовослужбовців 2013            | Україна | вільна боротьба, до 120 кг        | Бронза |
| Золотий Гран-прі з боротьби 2014                   | Україна | греко-римська боротьба, до 130 кг | 11     |
| Турнір Дана Колова — Николи Петрова 2014           | Україна | греко-римська боротьба, до 130 кг | 10     |
| Університетський чемпіонат світу 2014              | Україна | греко-римська боротьба, до 130 кг | 7      |
| Меморіал Олега Караваєва 2014                      | Україна | греко-римська боротьба, до 130 кг | 7      |
| Кубок Тахті 2015                                   | Україна | греко-римська боротьба, до 130 кг | 5      |
| Всесвітні ігри військовослужбовців 2015            | Україна | вільна боротьба, до 125 кг        | 14     |
| Кубок Алроси 2015                                  | Україна | греко-римська боротьба, до 130 кг | 4      |
| Чемпіонат України з боротьби з греко-римської 2016 | Україна | греко-римська боротьба, до 130 кг | Золото |
| Кубок Європи з боротьби 2016                       | Україна | команда                           | Срібло |
| Кубок Європи з боротьби 2016                       | Україна | команда                           | Срібло |
| Клубний чемпіонат світу з боротьби 2016            | Україна | команда                           | 10     |
| Київський Міжнародний турнір з боротьби 2017       | Україна | греко-римська боротьба, до 130 кг | 5      |
| Кубок світу з боротьби 2017                        | Україна | греко-римська боротьба, до 130 кг | 6      |
| Турнір Дана Колова — Николи Петрова 2017           | Україна | греко-римська боротьба, до 130 кг | Срібло |
| Меморіал Олега Караваєва 2017                      | Україна | команда                           | 7      |
| Клубний чемпіонат світу з боротьби 2017            | Україна | команда                           | 8      |
| Київський Міжнародний турнір з боротьби 2018       | Україна | греко-римська боротьба, до 130 кг | 5      |
| Турнір Дана Колова — Николи Петрова 2018           | Україна | греко-римська боротьба, до 130 кг | Бронза |
| Турнір Вехбі Емре і Гаміта Каплана 2018            | Україна | греко-римська боротьба, до 130 кг | 5      |
| Гран-прі Угорщини з боротьби 2019                  | Україна | греко-римська боротьба, до 130 кг | 5      |
| Тор Мастерс 2019                                   | Україна | греко-римська боротьба, до 130 кг | Золото |
| Київський Міжнародний турнір з боротьби 2019       | Україна | греко-римська боротьба, до 130 кг | Золото |
| Гран-прі Загреба 2021                              | Україна | греко-римська боротьба, до 130 кг | Срібло |

### Виступи на змаганнях молодших вікових груп
| Змагання                                       | Збірна  | Вагова категорія                  | Місце  |
| ---------------------------------------------- | ------- | --------------------------------- | ------ |
| Чемпіонат Європи з боротьби серед юніорів 2012 | Україна | греко-римська боротьба, до 120 кг | 7      |
| Чемпіонат світу з боротьби серед юніорів 2012  | Україна | греко-римська боротьба, до 120 кг | 9      |
| Чемпіонат Європи з боротьби серед молоді 2015  | Україна | греко-римська боротьба, до 130 кг | Срібло |